# Оно но Коматі
Оно́ но Кома́чі (яп. 小野 小町, 834? — 900?) — одна з найкращих поетес доби Хейан, творчість якої високо цінували як укладач поетичної антології «Хякунін ішшю» («По одному віршу ста поетів») Фуджівара но Тейка (1162—1241), так і знаменитий мандрівний поет-чернець Сайґьо-хоші (Сато Норікійо, 1118—1190).

## Біографія
Походила поетеса з родини провінційного чиновника й була запрошена до свити однієї з дружин японського імператора виключно через її талант та вроду. Численні народні легенди про красу юної Оно но Комачі та її злиденну старість стали сюжетами кількох популярних п'єс із репертуару театру Но, найвідоміша з яких має назву «Гробниця Комачі».
Попри те, що ця поетеса також була зарахована укладачем антології «Кокінвакашю» Кі-но Цураюкі до когорти «Шести безсмертних», він характеризував її поезію так:
|  | Оно но Комачі наслідувала Сотоорі-хіме, яка жила ще за давніх часів. У її піснях є чарівність, але їм бракує сили. Вони схожі на красуню, змарнілу від туги. Однак від жіночих пісень, мабуть, і не варто чекати чогось іншого. |

### Легенда японського мистецтва

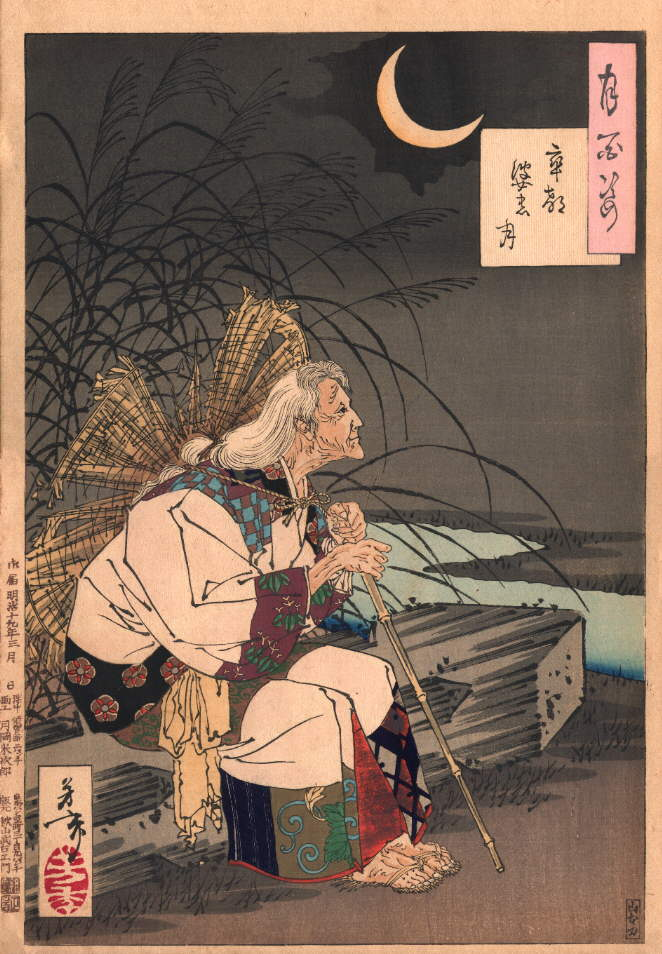
Цукіока Йошітоші, «Стара Оно-но-Комачі в період жебракування», 1886 р.

Так сталося, що реальне життя поетеси затьмарили міфи, що стали прекрасною легендою японського мистецтва на століття. До образу талановитої поетеси зверталися драматурги та художники. Реалістична гілка японського мистецтва найчастіше зверталася не до молодої Оно но Комачі, вродливої і наче захищеної від усіх скорбот світу, а саме до покинутої старої, що втратила і красу, і прихильність долі. 
До легендарного образу звертались і майстри нецке. Відомий майстер школи Кано — Йошімура Шюдзан — уславився більше не як художник, а саме як майстер нецке. Він подав її як стару і жебракуючу жінку у страшних злиднях. Вона сидить з виразом нескінченого страждання і безнадії на обличчі, з драною торбою на виснажених плечах, наче підвестись на ноги їй  вже несила. Психологічна насиченість образу перегукується з найкращими зразками скульптур доби західноєвропейського бароко, залишаючись мініатюрним твором мистецтва. Важко відсахнутися від думки, що колись подібний твір слугував лише прикрасою японського одягу і міг зникнути, як зникли інші твори майстра Шюдзана, як зникли і вірші Оно но Комачі, їх більша частина.
На честь Оно но Комачі в Японії споруджено пам'ятний знак в місті Кіото.

## Література

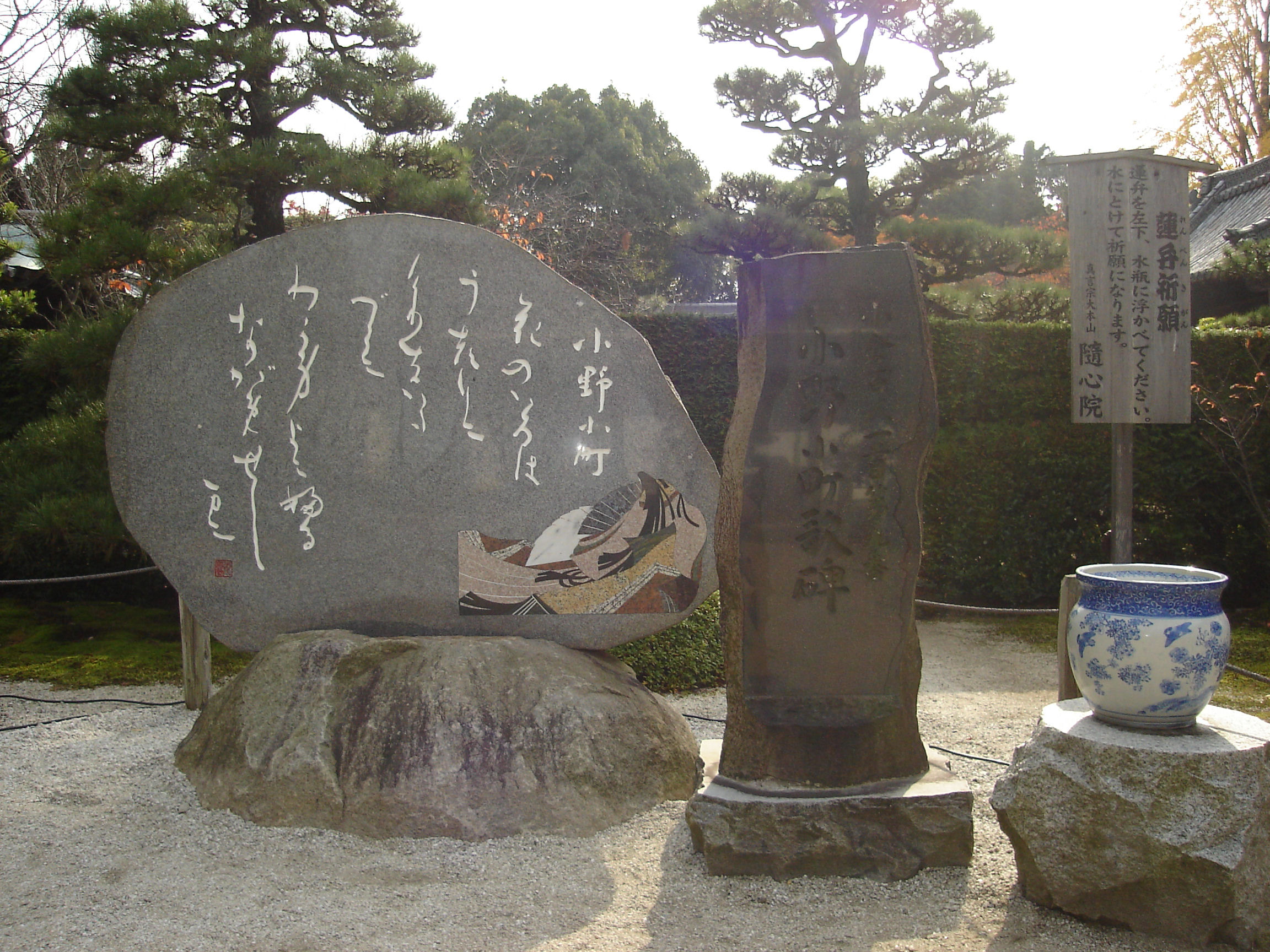
Знак пошани на честь Оно-но-Комачі, Кіото.